# On refait le match
Pour les articles homonymes, voir On refait le match (Christophe Pacaud).

On refait le match est une émission de radio diffusée sur RTL depuis septembre 2001.

## Concept
L'émission traite des sujets récents du football sur le modèle d'une discussion de bistrot, avec ce que cela suppose de franc parler et d'humour, le tout ponctuellement mâtiné d'une certaine mauvaise foi. Cinq journalistes de presse écrite, magazine ou radio entourent un animateur, qu'on peut qualifier de modérateur chaque semaine.

## Historique
Créée en septembre 2001 par Eugène Saccomano, fraîchement arrivé d'Europe 1, On refait le match est proche de l'émission Le Match du lundi que Saccomano avait créée sur Europe 1. Ce dernier s'était inspiré de l'émission italienne Il processo del lunedì, et instaurait ainsi un genre nouveau en France.
L'émission arrive le lundi 24 septembre 2001. Pour la première, Patrick Lafayette (L'Équipe), Dominique Grimault, Olivier Rey, Gilles Verdez et Jean-Michel Larqué entourent l'animateur. Eugène Saccomano retrouve certains de ses camarades côtoyés dans Le Match du lundi, tels Dominique Grimault, Olivier Rey, Patrick Lafayette, Gilles Verdez, Pascal Praud, Philippe Doucet, Vincent Duluc, Karim Nedjari, Giampietro Agus (La Gazzetta dello Sport), Jean-Philippe Bouchard (France Football), Vincent Machenaud (France Football) ou encore Guillaume Rebière (Le Journal du dimanche).
Diffusée chaque lundi de 20 h à 21 h sur RTL, l'émission est également visible à la télévision sur la chaîne d'information LCI à partir du 4 février 2002.
Dès 2003, l'émission est suivie des Prolongations (uniquement sur la radio), de 21 h à 22 h, où des auditeurs peuvent exposer leurs points de vue, et revenir sur certains propos de l'émission.
Entre 2006 et 2009, la soirée foot du lundi se termine avec les Tirs au but de Pascal Praud puis Sylvain Charley, de 22 h à 23 h. Le principe de cette émission est la réaction du monde professionnel (entraîneurs, joueurs, présidents, presses régionales...) sur l'actualité du moment évoquée dans On refait le match. 
À la rentrée de septembre 2008, On refait le match est reprise par la chaîne télévisée d'informations sportives en continu L'Équipe TV. Cette aventure ne dure qu'une saison. L'émission RTL Foot présentée par Christophe Pacaud et diffusée du mardi au jeudi, de 20h à 23h, est rebaptisée On refait le match.
En 2009, Bixente Lizarazu reprend la tranche 20 h – 21 h avec son Club Liza le lundi sur RTL. On refait le match change d'horaire, elle est diffusée le lundi de 21 h à 22 h. 
Le 8 mars 2010, Eugène Saccomano et sa bande reviennent à la télévision, sur I-Télé.
À la rentrée 2012, Eugène Saccomano prend sa retraite Pascal Praud reprend les rênes de l'émission,. Après la coupe du monde de football de 2014, le directeur de l'information de RTL Jacques Esnous décide d'arrêter les émissions sports du lundi au jeudi soir. On refait le match est donc reprogrammée le samedi de 18 h 30 à 19 h 30.
À partir du 10 août 2018, Denis Balbir est le nouvel animateur de l'émission, à la place de Pascal Praud. Il est remplacé deux ans plus tard par Christian Ollivier.
Après la Coupe du monde 2022, c'est Philippe Sanfourche qui devient le présentateur de l'émission.